# Мірна Кеннеді
Мод Калер (англ. Maude Kahler), відома як Мі́рна Ке́ннеді (англ. Merna Kennedy; 7 вересня 1908 — 20 грудня 1944) — американська кіноакторка кінця епохи німого кіно та початку епохи звукових фільмів.

## Біографія
Народилася 7 вересня 1908 року в місті Канкакі, штат Іллінойс. З дев'яти років виступала на сцені. У 1928 році на неї звернув увагу Чарлі Чаплін і запросив у картину «Цирк», яка була удостоєна премії «Оскар». З чуток під час зйомок мала з Чапліном роман.
Попри багатообіцяючий старт, Кеннеді не утвердилася серед зірок Голлівуду. У 1929 році вона з'явилися в трьох німих фільмах, і критика прихильно відгукувалася про її гру. Після початку ери звукового кіно вона продовжувала досить стабільно зніматися, проте переважно на другорядних і епізодичних ролях.
У 1934 році акторка одружилася з кінорежисером Басбі Берклі і пішла з кіно. Через рік вони розлучилися. Відновити кінокар'єру Мірні Кеннеді не вдалося. 20 грудня 1944 року вона померла від серцевого нападу у віці 36 років.

## Вибрана фільмографія
- 1928 — Цирк / The Circus
- 1930 — Король джазу / King of Jazz
- 1934 — Мені так подобається / I Like It That Way